# Adolf Schmidt (Geophysiker)

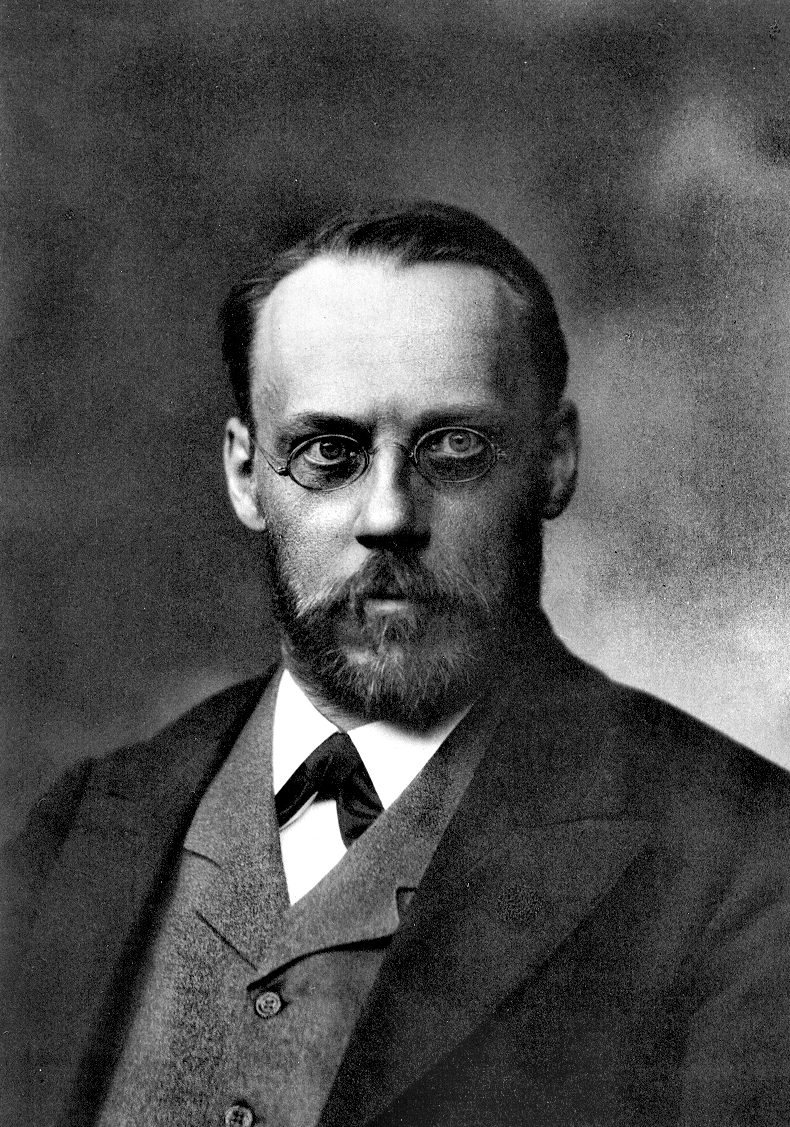
Adolf Schmidt

Adolf Friedrich Carl Schmidt (* 23. Juli 1860 in Breslau; † 17. Oktober 1944 in Gotha) war ein deutscher Geophysiker, der theoretisch und praktisch Grundlegendes auf dem Gebiet des Geomagnetismus geleistet hat und das Geomagnetische Observatorium in Potsdam (ab 1930 Adolf-Schmidt-Observatorium in Niemegk) 1902–1928 zur Weltgeltung führte. Er war Pazifist und ein Pionier der internationalen Sprache Esperanto in Deutschland.

## Leben

### Studium und Lehrtätigkeit in Breslau
Adolf Schmidt, der Sohn eines Ingenieurs, studierte nach dem Abitur an der Oberrealschule Breslau an der Universität seiner Heimatstadt Mathematik, Physik, Englisch und Französisch. In diesen Fächern erlangte er die Lehrbefähigung für die Oberstufe an höheren Lehranstalten. 1882 wurde er mit einer mathematischen Arbeit zur Theorie der Cremona’schen Transformationen, insbesondere derjenigen 4. Ordnung, summa cum laude zum Doktor der Philosophie promoviert.
Seine Probezeit als Lehrer absolvierte er ab 1882 am Friedrichsgymnasium in Breslau, dann war er als Hilfslehrer an der Oberrealschule Breslau tätig.

### Gymnasiallehrer und freier Geophysiker in Gotha

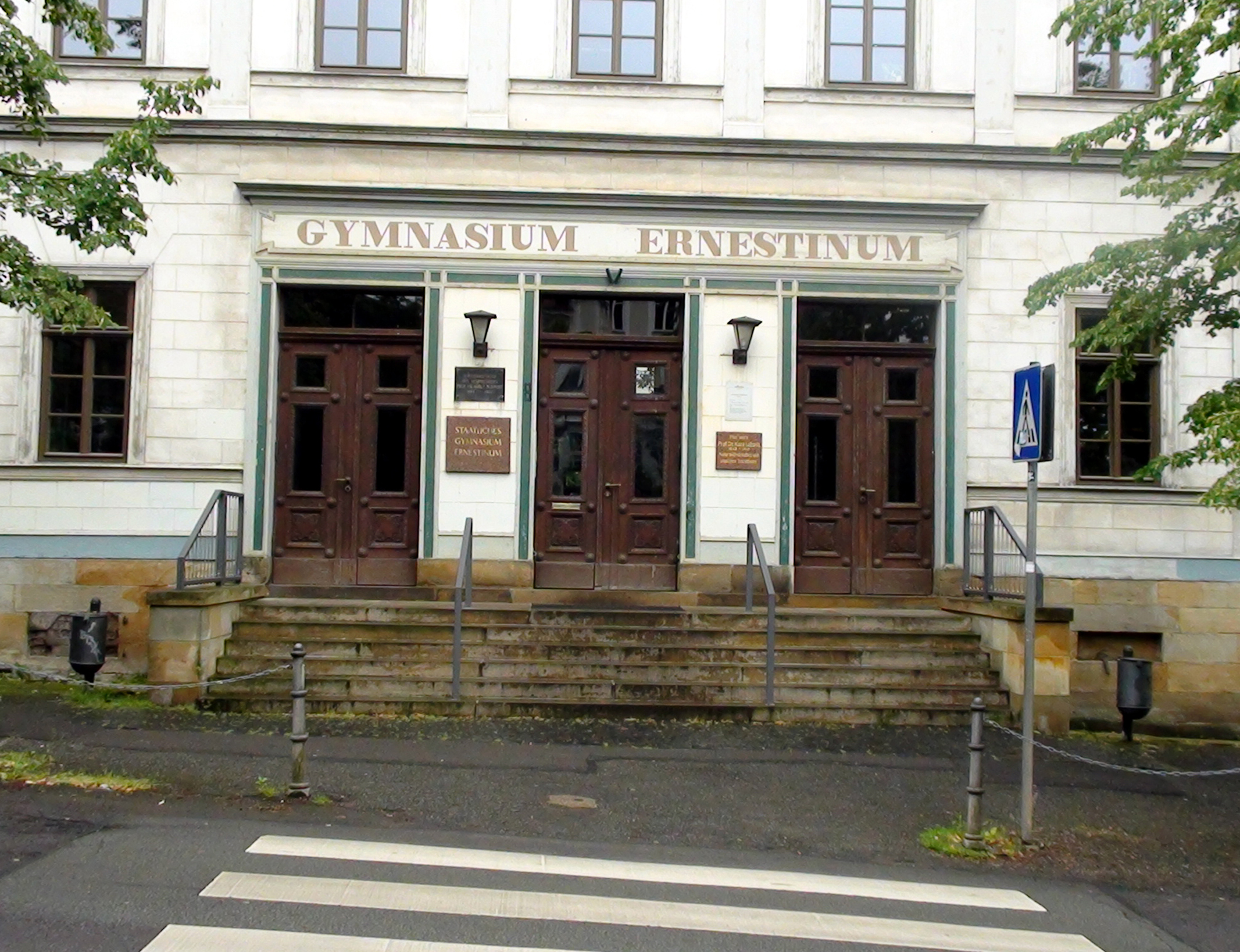
Das Gymnasium Ernestinum in Gotha erinnert durch Gedenktafeln am Eingang an seine berühmten Lehrer Adolf Schmidt und Kurd Laßwitz.

Ab Oktober 1884 war Adolf Schmidt Lehrer, ab dem 1. Januar 1893 Oberlehrer am Gymnasium Ernestinum Gotha. Er unterrichtete Mathematik, Englisch und Französisch.
In der Freizeit aber widmete er sich der Erforschung und Beschreibung des Erdmagnetismus, die er zu seiner Lebensaufgabe machte.
Noch als Student in Breslau hatte sich Adolf Schmidt an der Auswertung geomagnetischer Daten beteiligt, die im Rahmen des Internationalen Polarjahres 1882/1883 gewonnen worden waren.
In Gotha boten ihm die Bibliotheken des Gymnasiums und der Verlagsanstalt von Justus Perthes eine gute Voraussetzung für seine Studien.

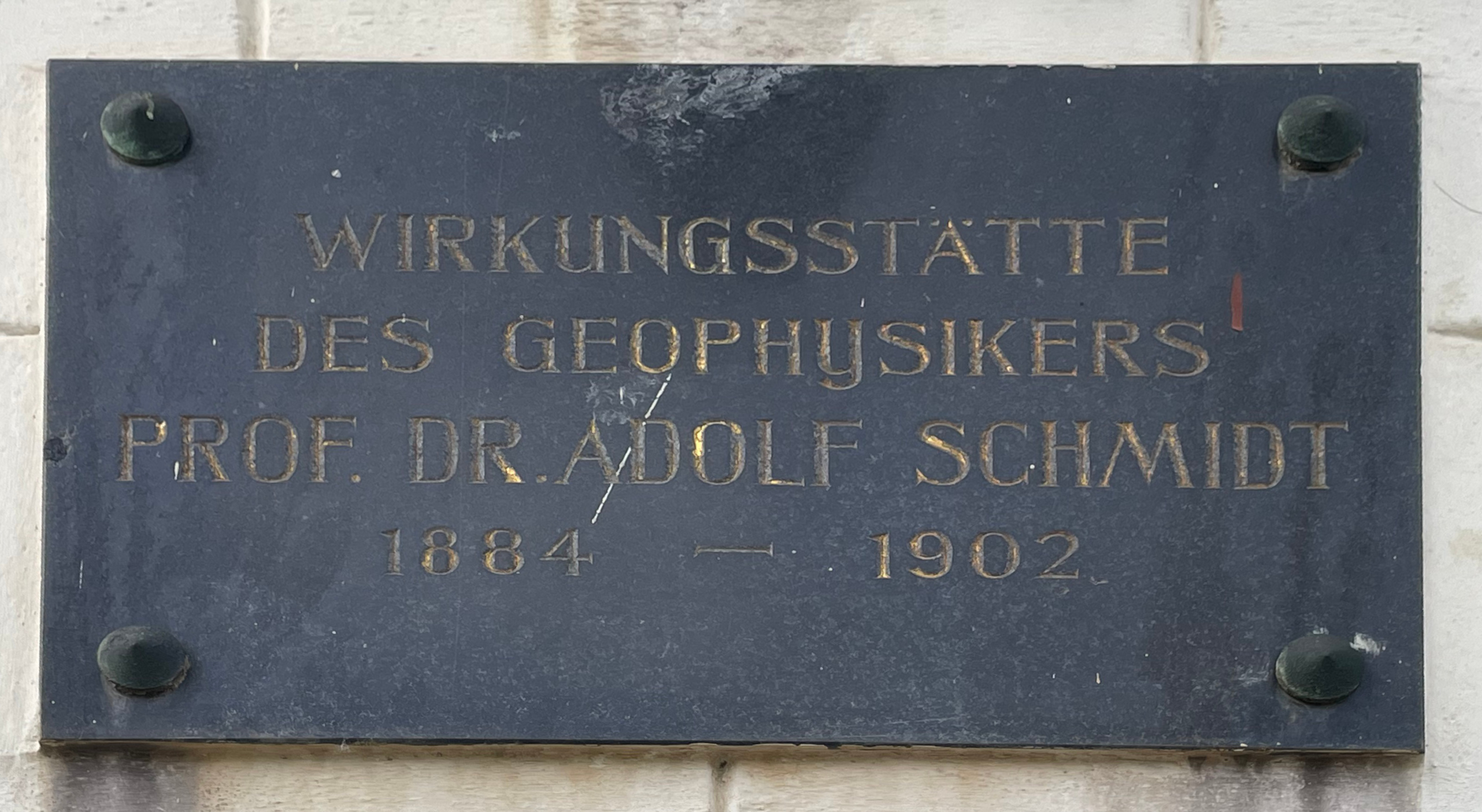
Gedenktafel für Adolf Schmidt am Gebäudes des Ernestinums in Gotha

Zwei grundlegende Arbeiten über die Neuberechnung des geomagnetischen Potentials machten ihn international bekannt und bewirkten, dass er 1898 nach Bristol eingeladen wurde, um an der internationalen Konferenz über Erdmagnetismus und atmosphärische Elektrizität der British Association for the Advancement of Science teilzunehmen, wo auch die International Earth Magnetic Commission gegründet wurde.
Diese Einladung war der Anlass, ihn noch vor der Konferenz 38-jährig zum Professor zu ernennen.

### Wissenschaftliche Karriere in Potsdam und Berlin

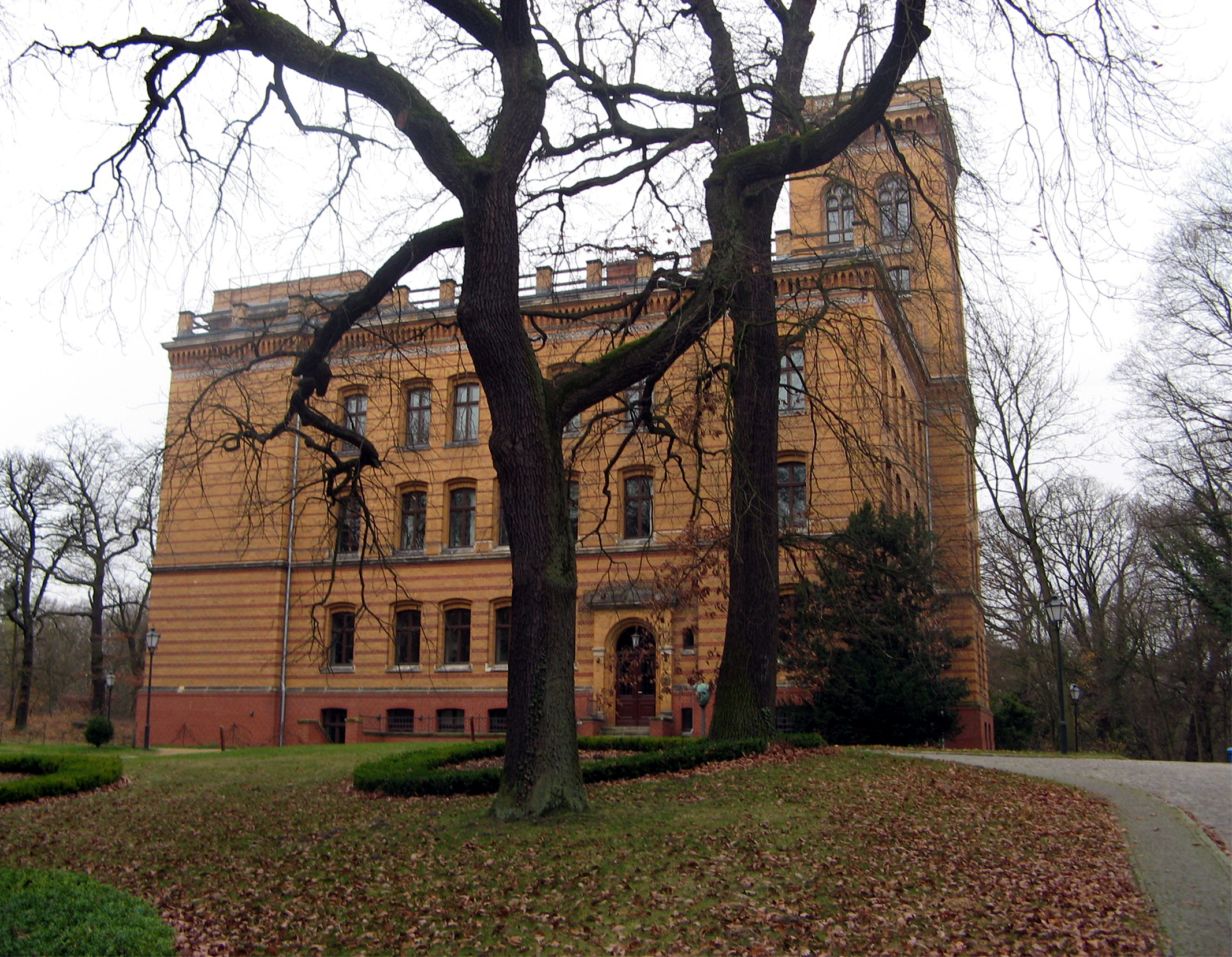
Im 1890 bis 1893 errichteten Königlichen Meteorologischen Observatorium auf dem Telegrafenberg Potsdam arbeitete Adolf Schmidt 1902–1928. Heute ist es das Süring-Haus im Wissenschaftspark Albert Einstein.

Die erwähnten und weitere wissenschaftliche Arbeiten qualifizierten ihn, 1902 als Nachfolger von Max Eschenhagen (1858–1901) Vorsteher des Magnetischen Observatoriums des Meteorologischen Instituts in Potsdam zu werden, das er bis zu seiner Pensionierung 1928 leitete. 1909 wurde er Vorsteher des Meteorologisch-Magnetischen Observatoriums Potsdam und 1927 sein Direktor.
In Potsdam setzte Adolf Schmidt seine theoretischen Arbeiten zum Erdmagnetismus erfolgreich fort. Er veröffentlichte in seiner Potsdamer Zeit etwa 130 Arbeiten.
Unter der Überschrift „Geophysik am Standort Telegrafenberg“ charakterisiert das Helmholtz-Zentrum beim GFZ Potsdam (Andreas Schulze und Wigor Webers) Schmidts Tätigkeit rückblickend so:
„Im Jahre 1890 begann man eine kontinuierliche Messreihe absoluter und relativer Messungen der magnetischen Elemente. Mit der Übernahme der Magnetischen Abteilung 1902 durch Geheimrat Prof. Dr. Adolf Schmidt begann die Blütezeit des Geomagnetismus, mit Gerätebau und eigener, bis heute weltweiter Forschung zu allen seinen Teilgebieten.“

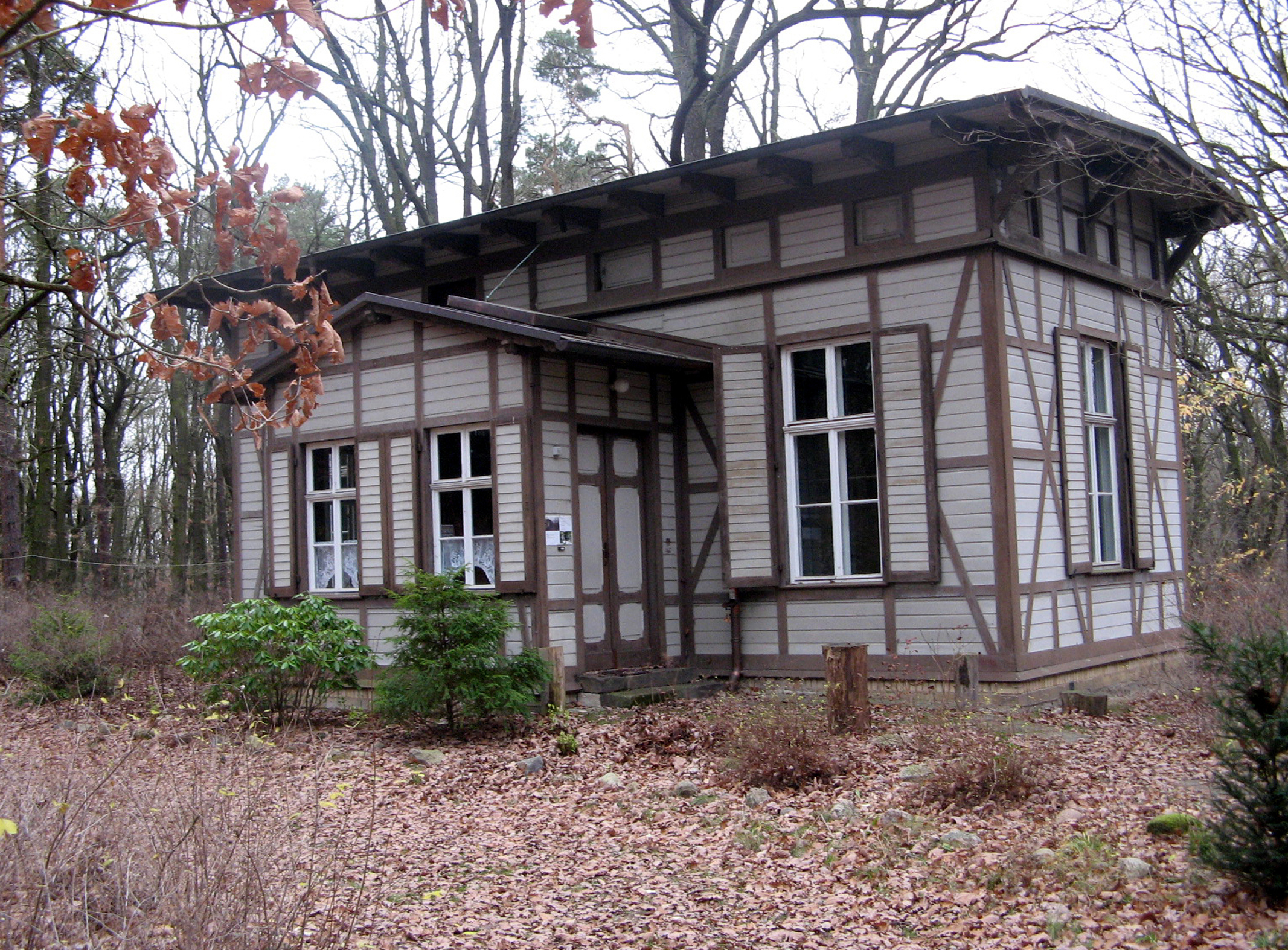
Das als Absoluthaus zur absoluten Messung der Intensität des Erdmagnetfeldes 1897 in Betrieb genommene Waldhaus, eine eisenfreie Holzkonstruktion mit einem Sockel aus äußerst schwer magnetisierbarem Trias-Sandstein, gehörte zum Geomagnetischen Observatorium unter Leitung Adolf Schmidts. Heute dient es im Wissenschaftspark Albert Einstein der Paläomagnetik.

Schmidt ist wohl der erste, der auf der Grundlage des Materials verschiedener Observatorien die reale Existenz des äquatorialen Ringstroms in der Ionosphäre zeigte und Daten seiner Intensität angeben konnte.
Er untersuchte weiterhin die Gezeitenschwingungen in der Ionosphäre und stellte mathematische Untersuchungen zur Transformation der sphärischen Harmonischen in verschiedene Koordinatensysteme an.
Der Geophysiker Hans-Joachim Linthe, Nachfolger Schmidts als Observatoriumsleiter in den 2000er Jahren, bescheinigt ihm: „Er war hochbegabt in allen Feldern der geomagnetischen Forschung, experimentellen Methoden, Statistik und mathematischen Methoden.“
Linthe erläutert weiter: „Eschenhagen hatte 5 Kategorien (1, 2, 3, 4, 5) zur Charakterisierung der sogenannten geomagnetischen Aktivität eingeführt. Adolf Schmidt griff diese Idee auf, die er als richtig erkannte und verbesserte sie, indem er die Kategorien auf drei reduzierte (0, 1, 2). Sie wurden auf dem internationalen Kongreß im Jahre 1905 in Innsbruck als internationale Charakterzahlen angenommen und sind noch heute in Gebrauch. Die Idee von Maßzahlen für die Aktivität führte schließlich zu den Potsdamer Kennziffern K, die von Julius Bartels eingeführt und 1939 in Washington international angenommen wurden.“

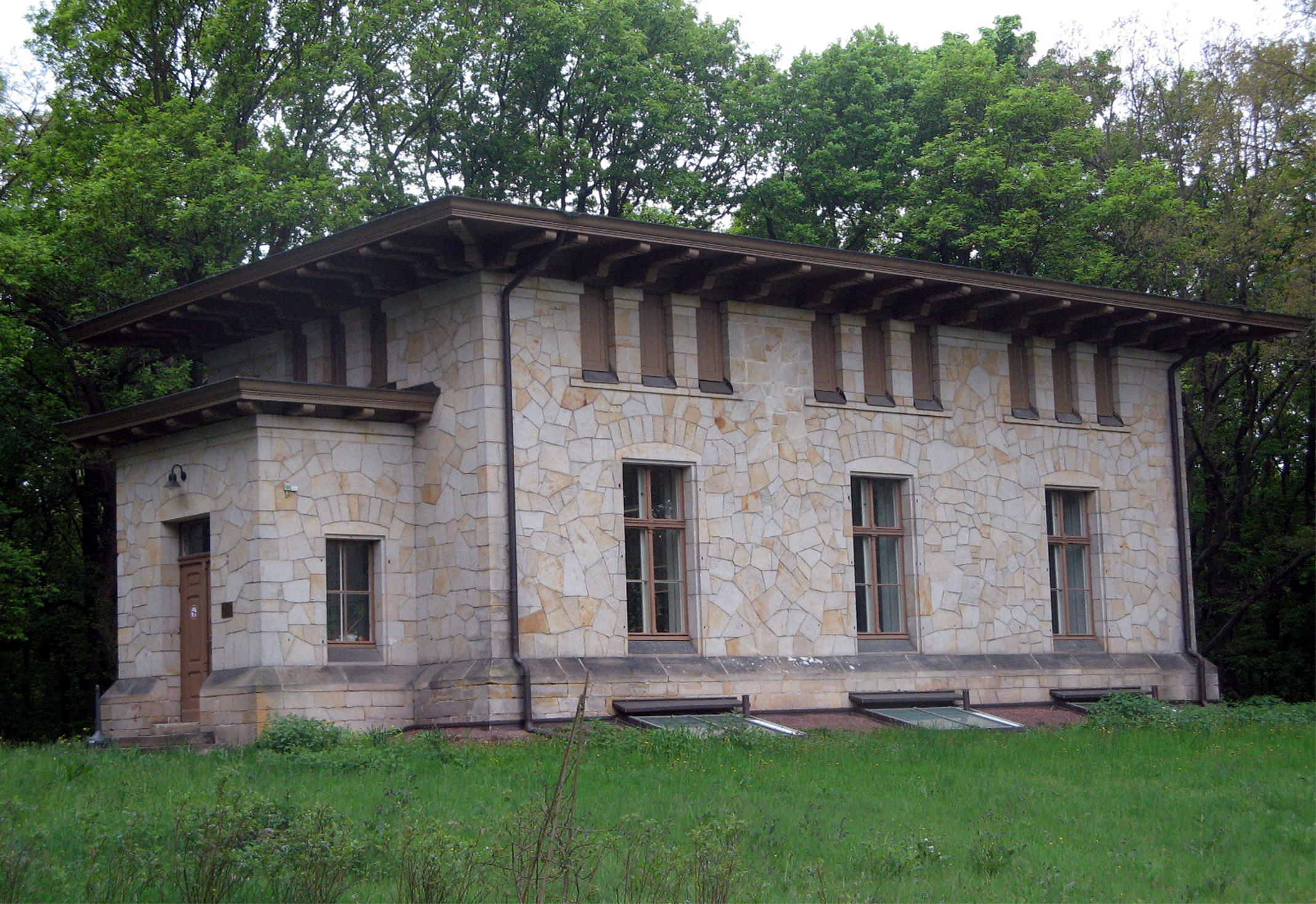
Das magnetische Variationshaus auf dem Telegrafenberg (Potsdam), errichtet 1888 ohne eisenhaltige Baustoffe wie Nägel, Ziegelsteine und Zement aus ineinandergreifenden Sandsteinblöcken, gehörte zum Geomagnetischen Observatorium Potsdam. Heute wird hier im Wissenschaftspark Albert Einstein der Paläomagnetismus untersucht.

Schmidt, ständig auf eine höhere Messgenauigkeit und eine kontinuierliche Registrierung der Werte bedacht, entwickelte wissenschaftliche Instrumente für den Einsatz im Observatorium und ließ sie bauen. Sie erlangten oft eine weit über das Potsdamer Observatorium hinausgehende Wirkung.
Die Lloydsche Waage modifizierte er für den Gebrauch im Feld. Diese Schmidtsche geomagnetische Feldwaage, eine Quarzschneidewaage, entwickelte er 1907 in Kooperation mit der feinmechanischen Werkstatt von Otto Toepfer in Potsdam. Ihre industrielle Weiterentwicklung als Fadenwaage wurde in den Askania-Werken in größeren Stückzahlen produziert und diente den Geologen bei der Erzlagerstättenerkundung.
Für seine spezielle Methode der Bestimmung der Parameter von Magneten entwickelte Schmidt einen besonderen Theodolit, den Schmidtschen Normaltheodolit, bei dem „die ablenkende Wirkung des Stabes auf die Nadel nicht in verschiedenen Entfernungen bestimmt wird, sondern der Magnet auf einem Drehteller liegt und um definierte Winkel gedreht werden kann.“
Zur Umzeichnung von Magnetogrammen konstruierte er einen speziellen Pantografen.
Praktische Bedeutung erlangte die Arbeit des Observatoriums auch für die Polarforschung. 1902 kam Roald Amundsen zu Schmidt nach Potsdam, um sich mit ihm in Vorbereitung auf die magnetischen Messungen bei der Expedition mit der „Gjøa“ durch die Nordwestpassage 1903–1907 zu beraten. Der Astronom Erich Przybyllok, der für die erdmagnetischen Beobachtungen der Zweiten Deutschen Südpolarexpedition 1911–13 zuständig war, wurde von Adolf Schmidt am Potsdamer Observatorium in die Beobachtungstechnik eingewiesen und verwendete dessen Instrumente zur Messung der Vertikalinsität. 1925 korrespondierte Schmidt mit Fridtjof Nansen über die Luftnavigation mit Magnetkompassen in Polargebieten. 1928 verwendete der Luftschiffpionier Umberto Nobile bei seinem Polarflug mit dem Luftschiff „Italia“ den Potsdamer Doppelkompass, den Friedrich Bidlingsmaier (1875–1914) nach Potsdamer Vorbild konstruiert hatte.
Schon 1903/4 entstand mit der Einführung des elektrischen Treidelbetriebs auf dem Teltowkanal für den Observatoriumsbetrieb in Potsdam das Problem des Einflusses von Fremdstörungen auf die geomagnetischen Messungen durch vagabundierende Ströme. Das verschärfte sich 1907 durch die Elektrifizierung der Potsdamer Pferdebahn, so dass Schmidt in Seddin mit Mitteln der Teltowkanalgesellschaft und der Stadt Potsdam ein Hilfsobservatorium nach seinem Plan errichten ließ, in das die Variationsregistrierung ausgelagert wurde. Die Basiswerte wurden weiter aus den Messungen in Potsdam abgeleitet.
Als dann klar wurde, dass die Elektrifizierung der Berliner S-Bahn auch Potsdam erreichen würde und ihm auf seine Anfrage mitgeteilt wurde, dass dabei Gleichstrom mit Schienenrückleitung verwendet werde – auch im Seddiner Raum war die Elektrifizierung vorgesehen –, plante er die vollständige Verlegung des Observatoriums an einen neuen Ort.
Die letzten beiden Dienstjahre bis zur Pensionierung 1928 war Schmidt mit der Suche nach dem neuen Standort, den Entwürfen für das zu errichtende Observatorium und dem Umzug beschäftigt.
Ein Forststück in der Nähe der Burgruine Rabenstein und ein Privatgrundstück in der Gemeinde Rädigke kamen in die engere Wahl. Jedoch der Rat der Stadt Niemegk konnte mit seiner Argumentation überzeugen, dass das Observatorium an die städtische Gas-, Wasser- und Elektrizitätsversorgung angeschlossen werden kann und die Stadt einen Teil der entstehenden Kosten übernehmen würde.
Der Geophysiker Adolf Best, Observatoriumsleiter in den 1990er Jahren, erläutert: „Für diese Anlage hat Schmidt alle Pläne entworfen. Seine Entwürfe waren für die magnetische Messtechnik vorbildlich, und sie sind in vielen Punkten auch noch heute gültig.“

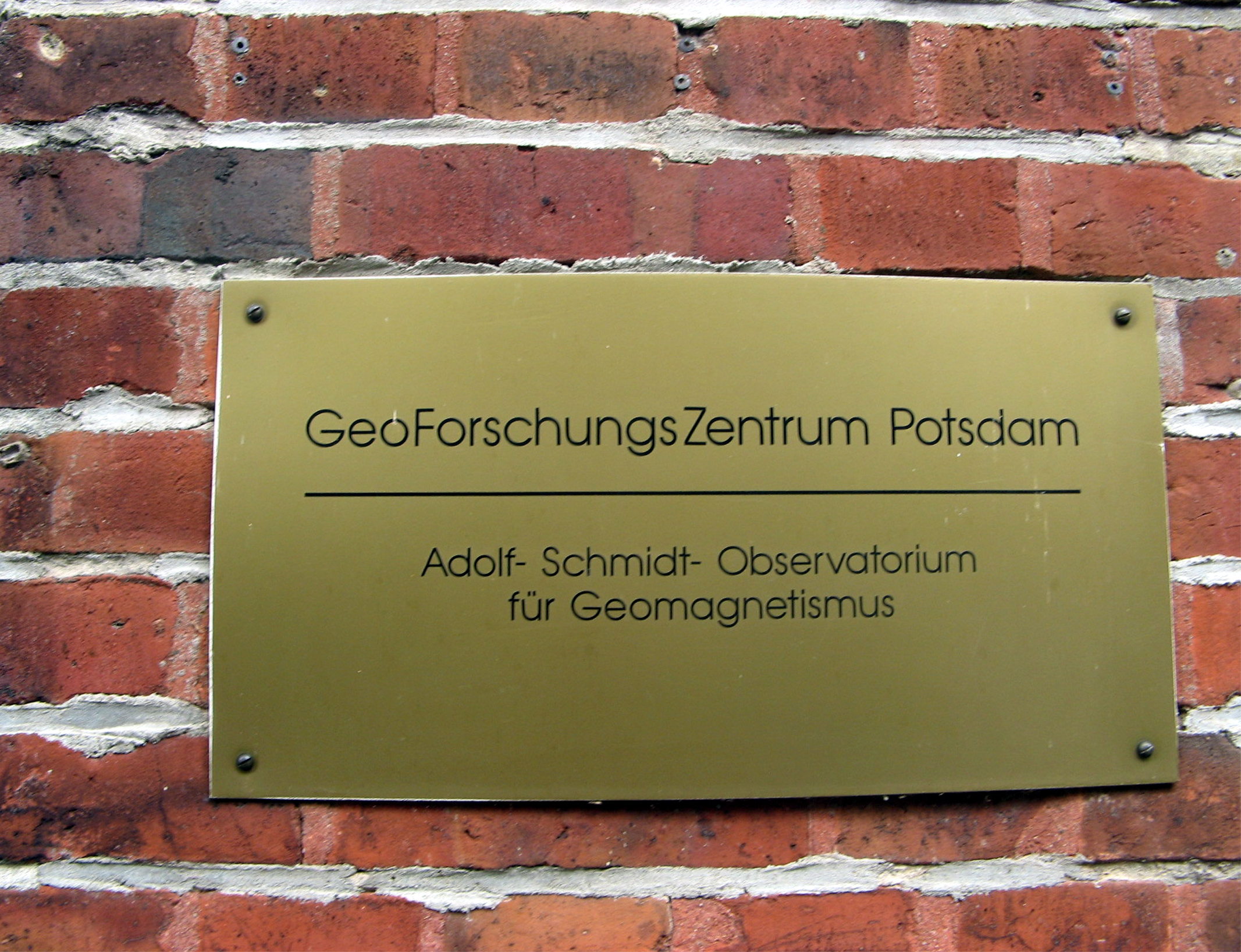
Schild am Eingang des zum Geoforschungszentrum Potsdam gehörenden Adolf-Schmidt-Observatoriums für Geomagnetismus 2010

Als das neue Observatorium in Niemegk am 23. Juli 1930 zum 70. Geburtstag von Adolf Schmidt in seiner Anwesenheit offiziell eröffnet wurde, erhielt es durch das Preußische Kultur- und Wissenschaftsministerium auf Antrag des Direktors des Meteorologischen Instituts den Namen „Adolf-Schmidt-Observatorium“.
Das Adolf-Schmidt-Observatorium gehört heute zum globalen Netzwerk von Observatorien, die das Magnetfeld der Erde überwachen (Intermagnet-Programm).
Schmidt forschte und publizierte auch während seiner Pensionszeit trotz der Erblindung (seit 1922) weiter. Ein Blick in die Bibliografie seiner Veröffentlichungen belegt das und zeigt darüber hinaus, dass sein Hauptaugenmerk zwar zeitlebens dem Geomagnetismus galt, seine Forschungen aber auch andere Wissenschaften bereicherten, so die Meteorologie, die Astronomie, die Geologie und Mathematik, ja selbst die Musikwissenschaft. Linthe erwähnt zwei Arbeiten über die numerische Beschreibung der Intervalle in der Musik, die einige neue Aspekte der Theorie der Harmonie entwickelten und 1920 und 1921 in der „Zeitschrift für Physik“ erschienen.
Seinen Lehrauftrag an der Berliner Universität nahm er bis 1931 wahr und vereinte so in seiner Person mehr als 20 Jahre Forschung und Lehre im Bereich der Geophysik.
Am 29. September 1907 war er in die philosophische Fakultät berufen worden mit dem Auftrag, die Geophysik als Honorarprofessor zu vertreten. Die Geophysikprofessur wurde geschaffen im Zusammenhang mit der Wiederbesetzung des durch den Tod von Wilhelm von Bezold (1837–1907) erledigten Ordinariats für Meteorologie, das Gustav Hellmann (1854–1939) übernahm.
Im Wintersemester 1907/08 las Schmidt, was wohl nicht verwundert, zum Thema: „Allgemeine Theorie des Erdmagnetismus und Überblick über die seismischen Ereignisse“.

Rudolf Lasswitz, der Sohn des Gothaer Schriftstellers und Gymnasialprofessors Kurd Lasswitz (1848–1910) schrieb im Frühjahr 1909 im Berliner Tageblatt über Schmidts Berufung:
„Er ist der Typus des deutschen Gelehrten im guten Sinne, denn er vergräbt sich nicht hinter seinen Büchern, sondern steht auch mitten im politischen Leben. Ein ganzer Mann voll echten Freisinns, ist er abhold jeder Liebedienerei; er hat wirklich den Bürgerstolz vor Königsthronen. Als man ihm einmal nahe legte, irgendwo um eine Audienz einzukommen, soll er gesagt haben: Wenn der Fürst mich kennenlernen will, so muss er mich bei meiner Arbeit aufsuchen. Im Frack bin ich gar nichts…
Hager, ziemlich groß mit auffällig eckigen Bewegungen, die mit Lineal und Zirkel genau geometrisch berechnet scheinen, in einem zimtbraunen Anzug, so wandert die Gestalt Adolf Schmidts heute über die große Brücke in Potsdam genauso wie sie vor Jahren an unserem Hause in Gotha vorbeiging…

Es ist eine Freude, dass trotz vielerlei entgegenstehender Schwierigkeiten dieser aufrechte Mann auf die Berliner Lehrkanzel berufen wurde.“
Schmidt lebte seit der Emeritierung wieder in Gotha, wo er 1944 starb. Er wurde im Krematorium des Gothaer Hauptfriedhofs eingeäschert. Seine Urne steht bis heute im dortigen Kolumbarium.

### Schmidts gesellschaftliches Engagement

#### Sprachen / Esperanto / Interlinguistik
Bereits als Student in Breslau bei der Beobachtung und Berechnung der erdmagnetischen Elemente während des Ersten Internationalen Polarjahres 1882/83 erfuhr Schmidt, dass erdmagnetische Untersuchungen eine koordinierte und erdumspannende Forschung vieler Staaten erforderte.
Als Wissenschaftler pflegte er viele internationale Kontakte, führte einen umfangreichen Briefwechsel und verfolgte wissenschaftliche Arbeiten in anderen Ländern.
Im „Archiv des Erdmagnetismus“ veröffentlichte Schmidt „eine einheitliche Darstellung der erdmagnetischen Messung zahlreicher Observatorien der damaligen Zeit“. Im ersten Heft z. B. erschienen Darstellungen der Observatorien von Pawlowsk, Irkutsk, Greenwich, Washington, Lissabon, Potsdam, Bombay, Batavia u. a.
Schmidt beherrschte fließend die englische und die französische Sprache, auch Griechisch und Latein. Er war in der Lage, russische Veröffentlichungen im Original zu lesen. In seinem Nachlass finden sich Briefe und Sonderdrucke in Französisch, Englisch und Esperanto. Fremdsprachliche Veröffentlichungen von Schmidt erschienen in Englisch und in Esperanto.
Der Geophysiker Julius Bartels erinnerte sich:
„Unter Schmidt wurde Potsdam eines der führenden Zentren der erdmagnetischen Arbeit in Europa. Obwohl er Europa nie verließ, war er vielen ausländischen Kollegen persönlich bekannt, die ihn zwecks Gedankenaustausch in seinem kleinen Potsdamer Studierzimmer oder in seinem gastfreundlichen Haus in Gotha besuchten. Schmidt erteilte freigiebig Rat und viele Forschungsreisen einschließlich der Reisen Amundsens verließen sich auf Potsdam mit seinem Magnetismusprogramm, seinen Instrumenten, Normgebungen und Diskussionen.“
Schmidt lernte das Esperanto 1898 und setzte sich vehement für seine Verbreitung ein.
Adolf Schmidt und der spätere Friedensnobelpreisträger Alfred Hermann Fried (1864–1921) bereiteten 1902 die Gründung einer Berliner Esperantisten-Gruppe vor, die dann, nachdem Fried Berlin bereits verlassen hatte, 1903 Adolf Schmidt gemeinsam mit dem Schweizer Journalisten Jean Borel (1868–1946), dem Gymnasialdirektor und Naturschutzpionier Wilhelm Wetekamp (1859–1945) und anderen Esperanto-Freunden unter Schirmherrschaft der Deutschen Friedens-Gesellschaft (DFG) gründeten. Schmidt war Vorsitzender der Gruppe (1903–1908) und ab 1908 Ehrenvorsitzender.
Schmidt hielt zahlreiche Vorträge, um das Esperanto bekannt zu machen und leitete 1905 den ersten Kurs für Esperanto-Lehrer. Von der Gruppe unter Leitung Schmidts kam die Initiative für eine deutsche Esperanto-Zeitschrift („Germana Esperantisto“, ab 1905) und für die Gründung einer deutschen Esperanto-Organisation (Germana Esperanto-Societo 1906, seit 1909 Deutscher Esperanto-Bund).
Er leitete internationale Veranstaltungen wie die im Berliner Rathaus 1908 mit Teilnehmern des Esperanto-Weltkongresses in Dresden, die zu einem Nachkongress nach Berlin gekommen waren, unter ihnen führende Esperanto-Sprecher aus verschiedenen Ländern, auch der Begründer der Sprache Ludwig Zamenhof (1859–1917). Schmidt übersetzte die Ansprachen für die Öffentlichkeit ins Deutsche. Er begab sich auch mit einer internationalen Delegation zum Kultusminister Ludwig Holle (1855–1909).
Um das Esperanto stärker in Berliner Wissenschafts- und Handelskreisen zu verbreiten, lud er 1906 Wilhelm Ostwald (1853–1932), den Begründer der physikalischen Chemie und späteren Nobelpreisträger, zu einem Vortrag in die Handelshochschule Berlin ein. Der Vortrag, in dem dieser sich mit der Antrittsrede des Rektors der Berliner Universität Hermann Diels (1848–1922) auseinandersetzte, wurde veröffentlicht. Ostwald wies die Diels’sche Lösung der internationalen Verständigungsprobleme, die Beherrschung der drei Sprachen Englisch, Französisch und Deutsch, zurück und plädierte für eine neutrale Sprache, um die Gleichberechtigung der Sprachen zu garantieren. Er erläuterte die Vorteile einer künstlich geschaffenen Sprache.
Auch Schmidt veröffentlichte 1906 eine Schrift, in der er sich mit Diels auseinandersetzte. Ihm war wichtig festzustellen: „Der Schöpfer dieser Sprache hat ja fast nichts daran erfunden. Er hat im Wesentlichen nur den großen von Tag zu Tag anwachsenden Schatz dessen, was den Kultursprachen schon an Inhalt und Formelementen gemeinsam ist, hervorgehoben und nach einfachen Grundsätzen … einheitlich gestaltet.“ Unter den Vorzügen des Esperanto betont er die „unbegrenzte Entwicklungsfähigkeit“. Und er bringt zum Ausdruck, dass er mit dem Esperanto ein gesellschaftspolitisches Ziel verbindet: „… das Ideal einer fernen Zukunft, die auf die höchste Entfaltung seiner individuellen Gestaltungen gegründete Einigung des Menschengeschlechts vorschaut und vorbereitet“.
Schmidt musste sich ab 1907 mit Ostwald grundlegend auseinandersetzen, da dieser als Vorsitzender des Komitees einer „Delegation zur Wahl einer internationalen Hilfssprache“, deren Mitglied Schmidt seit 1903 war, nach den Tagungen in Paris die Einführung eines reformierten Esperanto (Ido) betrieb. Schmidt war sich mit Wilhelm Foerster (1832–1921) und Ludwig Zamenhof einig darin, die Stabilität und ruhige Entwicklung des Esperanto zu verteidigen. Er betrachtete das Lingva Komitato (Internationales Sprachkomitee der Esperanto-Sprachgemeinschaft), dem er seit Gründung 1905 angehörte, und den Esperanto-Weltkrongress 1908 in Dresden als zuständig für mögliche Änderungen im Esperanto. In einem Briefwechsel mit Ostwald versuchte er zu einer Einigung zu kommen, doch Ostwald entschied sich unter dem Einfluss von Louis Couturat (1868–1914) für Ido.
1907/1908 war Schmidt Präsident der noch heute bestehenden Internacia Scienca Asocio Esperantista (Internationaler Esperantisten-Wissenschaftsverband). Einer seiner Nachfolger im Amt des Vorsitzenden von ISAE war 1912 Wilhelm Förster, mit dem ihn seine wissenschaftliche Arbeit, das Esperanto und das pazifistische Engagement verbanden.
1911 beteiligte sich Schmidt an der Gründung des Deutsch-Akademischen Esperanto-Bundes. Er eröffnete den I. Bundestag in Dresden und formulierte als Vorsitzender die „dauernde Hauptaufgabe … für und durch Esperanto wissenschaftlich zu arbeiten“.
Schmidt veröffentlichte wissenschaftliche Arbeiten in Esperanto und nutzte das Esperanto für die Verständigung mit Fachkollegen. Einige lernten Esperanto bei ihm in Potsdam und wurden zu Veröffentlichungen in dieser Sprache angeregt, z. B. der japanische Meteorologe Wasaburo Oishi (1874–1950), Direktor des Japanischen Aerologischen Instituts, der 1912 bei Schmidt in Potsdam Esperanto lernte.
Zur Eröffnung des VI. Deutschen Esperanto-Kongresses 1911 in Lübeck hielt Schmidt den Festvortrag mit dem Titel Esperanto und die Wissenschaft.
In den zwanziger Jahren befürwortete er die Verwendung des Esperanto im Völkerbund und gehörte dem Esperanto-Komitee der Deutschen Liga für den Völkerbund an.

#### Verbreitung wissenschaftlicher Kenntnisse
Gemeinsam mit dem Astronomen Paul Harzer (1857–1932) und dem Gymnasialdirektor und Amateurastronomen Carl Rohrbach (1861–1932) gründete Schmidt in Gotha einen Ortsverein der Vereinigung der Freunde der Astronomie und der kosmischen Physik. Die von Wilhelm Foerster gegründete Vereinigung hielt 1894 in Gotha ihre Jahrestagung ab. Harzer war als Astronom von 1887 bis 1896 an der Gothaer Sternwarte tätig. Rohrbach verwaltete nach Harzers Weggang bis 1906 die Gothaer Sternwarte. Er ließ sich 1904 auf seinem Grundstück eine Privatsternwarte errichten mit Vierzölligem Refraktor und Kuppel. Sie gehört noch heute zum Stadtbild Gothas.
Der Popularisierung der Wissenschaften diente auch die „Mittwochsgesellschaft“, von Schmidts Kollegen Kurd Laßwitz schon 1884 initiiert. Adolf Schmidt gehörte ihr von 1896 bis 1902 an. Hier hielt er Vorträge, von denen die 21 Themen überliefert sind. Es ging z. B. um die „Deviation des Kompasses“, die „Beobachtung von Meteoren“, den „Energiehaushalt der Erde“, die „Bedeutung der Südpolarforschung“, „neuesten Anschauungen über die Elektrizität“ und das Esperanto.

#### Friedensbewegung

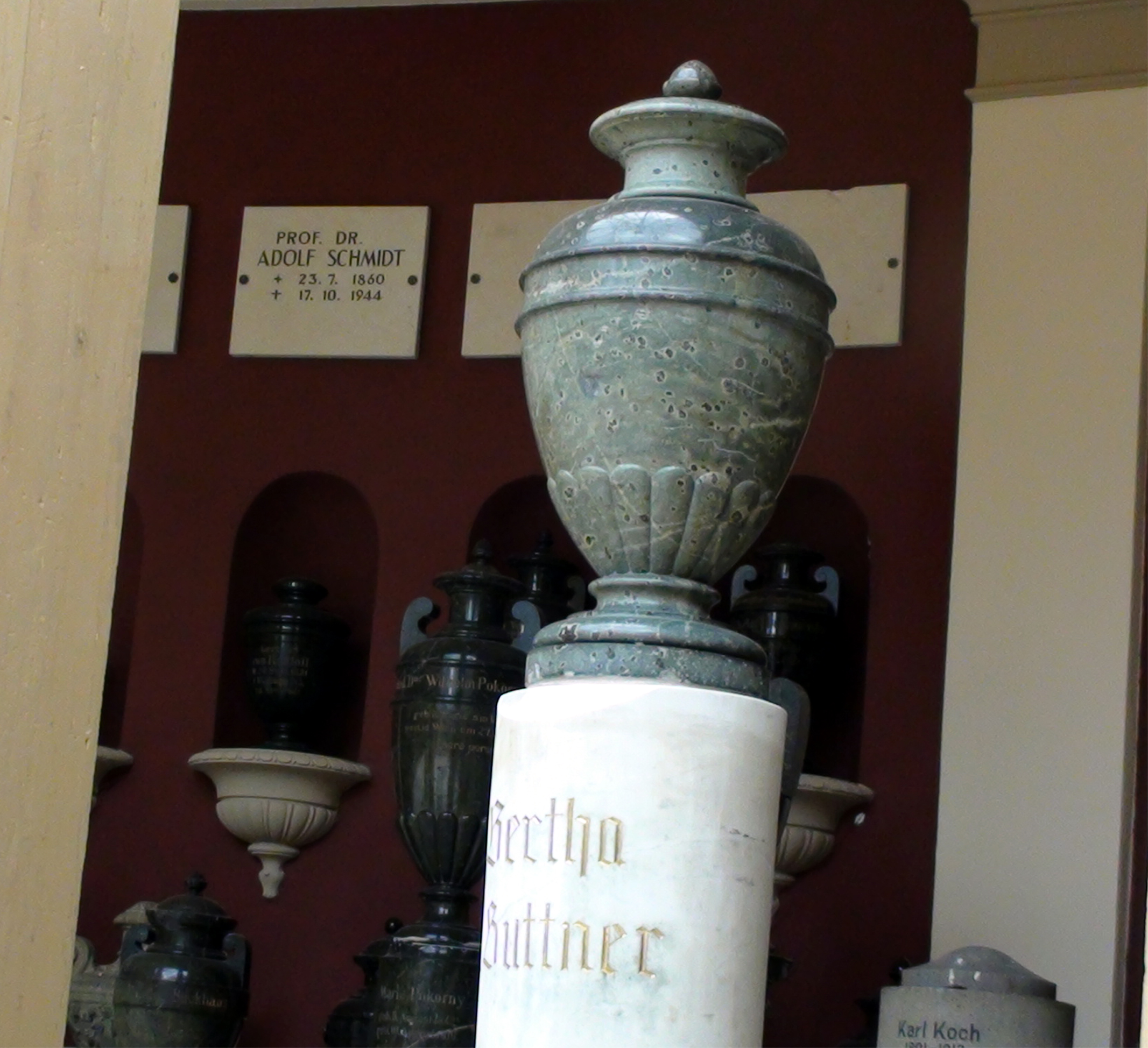
Im Gothaer Kolumbarium ist die Urne von Bertha von Suttner zentral auf einer Säule und die Gedenktafel über der Urne von Adolf Schmidt links dahinter zu sehen.

Auch sein Engagement in der Deutschen Friedensgesellschaft (DFG) begann in Gotha. Er trat ihr 1894 bei und war ab 1896 Mitbegründer und Mitglied der Gothaer Ortsgruppe, ab 1904 ihr Ehrenmitglied.
Adolf Schmidt verstand sich als Pazifist. Er hatte engen Kontakt zu anderen Mitgliedern der DFG. Nicht wenige von ihnen waren Wissenschaftler und Esperantisten wie er.
Auf der 1902 in Gotha durchgeführten Generalversammlung wurde er in den Vorstand gewählt.
Der Ausbruch des Ersten Weltkrieges traf ihn sehr. Nach dem Krieg war Schmidt enttäuscht darüber, dass es versäumt wurde, die Grundlagen für einen dauerhaften Frieden zu schaffen.
An den Vorstand der Deutschen Friedensgesellschaft schreibt er 1921: „Es fällt mir schwer, aus einer Vereinigung zu scheiden, der ich fast seit ihrer Gründung – seit 1894 – angehört und für deren Ziele ich nach Kräften zu wirken gestrebt habe, zu einer Zeit, in der dies für einen Beamten noch nicht, wie jetzt, eine Empfehlung bedeutete.“ Schmidt wendet sich gegen „einseitigste Parteipolitik“ und erklärt: „Nach meiner Auffassung ist es die Hauptaufgabe der Friedensgesellschaft, den Friedensgedanken in allen Schichten des Volkes zu verbreiten, sie zur Friedensgesinnung und zum Friedenswillen zu erziehen…“
Schmidt warnte jetzt vor der Gefahr eines erneuten Krieges. In einem Brief an den Vorstand der Deutschen Liga für Menschenrechte, deren Mitglied er ist, stellte er 1922 klar, „dass er sich nichts sehnlicher wünsche, als die Verwirklichung des von Ihnen erstrebten Zieles einer aufrichtigen Verständigung zwischen dem deutschen und dem französischen Volke.“, aber die Realität sei „Die beiden Völker erscheinen nicht als gleichberechtigte Genossen, die aus der furchtbaren Erfahrung dieser Jahre endlich das gelernt haben, was sie aus den Erfahrungen der Pazifisten vorher hätten lernen können. Sie reichen sich nicht die Bruderhand, um mit vereinten Kräften die Folgen des Kriegs zu beseitigen; sie erkennen nicht als ihre wichtigste und dringendste Aufgabe, dass sie der Menschheit neuen Tempel bauen, aus den in blindem Wahn geschaffnen Trümmern.“
Schmidt wendet sich dagegen, dem deutschen Volk die alleinige Kriegsschuld zu geben und der deutschen arbeitenden Bevölkerung die gesamte Last der Beseitigung der Kriegsfolgen aufzubürden. Er hofft auf die verständigen Leute auf beiden Seiten.
Die Kontakte zu seinen Friedens- und Esperanto-Freunden reißen zeitlebens nicht ab. Doch Faschismus und Krieg überschatten die letzten Lebensjahre Schmidts.
Ein Jahr nach seinem Tode würdigte 1945 Konrektor a. D. Walter Koch Schmidt in einem Zeitungsartikel:
„Adolf Schmidt wurde hier am Gymnasium als junger Lehrer 1884–1902 einer der beliebtesten Menschen, zumal er sich durchaus nicht nur mit Höherer Schule, Fachgelehrsamkeit und Standesfragen befasste, sondern Herz, Hirn und Hand gebrauchte, um Mensch und Tier zu helfen, ihre Daseinslage, zu bessern und sie im Lebenskampfe zu fördern …“
Er schließt mit dem Vermächtnis:

„Hiesige und auswärtige alte Freunde und Gesinnungsverwandte versuchen, den Mann, sein Werk und seinen Geist neu zu beleben nach der Niederdrückung alles dessen, was international, völkerverständigend und menschlich förderlich war.“

### Persönliches
Adolf Schmidt hatte drei Geschwister: Agnes Schmidt, die Schriftstellerin Maria Schmidt (1862–1924) und den Autor Reinhold Schmidt (1867–1948). Adolf Schmidt war der Älteste, blieb unverheiratet und sorgte für seine Geschwister. Seine Schwestern führten sein gastfreundliches Haus in Gotha auch in der Zeit seines wissenschaftlichen Wirkens in Berlin und Potsdam, als er seine Dienstwohnung im Hauptgebäude des Meteorologisch-Magnetischen Observatoriums auf dem Potsdamer Telegrafenberg hatte.
Einen Teil seines handschriftlichen Nachlasses und den Nachlass seiner Familie bewahrt die Forschungsbibliothek Gotha (Schloss Friedenstein) auf.
Es handelt sich um die Hinterlassenschaft der Gärtnereibesitzerin Marie Marschall aus Gotha (gest. am 1. Juli 1978), deren Schwester Elise (gest. 1939) mit Schmidts Bruder Reinhold verheiratet war. Sie wurde 1978 als Nachlass Adolf Schmidt – Chart. A 2170 – 1978 von der Forschungsbibliothek Gotha übernommen.
In der Veröffentlichung von Roob und Schmidt findet sich eine Übersicht über den handschriftlichen Nachlass in Gotha, zu dem 1. wissenschaftliche Manuskripte gehören, darunter Vorlesungsaufzeichnungen aus der Studienzeit (z. T. stenografisch) und wissenschaftliche Aufzeichnungen, 2. Briefe, z. T. eigene, 370 Schreiben von z. T. namhaften Persönlichkeiten und 3. Manuskripte, darunter biografische und Tagebuchaufzeichnungen. Auch Esperanto-Dichtungen von Reinhold Schmidt sind dabei.
Doch auch das Archiv der Berlin-Brandenburgischen Akademie der Wissenschaften in Berlin verfügt über einen „Nachlass Schmidt“, da Schmidt Akademiemitglied war. Es handelt sich um 0,25 m laufende Akten, die durch eine Kartei erschlossen werden.

## Andere Geophysiker über Adolf Schmidt
Louis Agricola Bauer (1865–1932), Leiter des nordamerikanischen Magnetischen Dienstes und Hauptherausgeber des Journals „Terrestrial Magnetism and Atmospheric Electricity“:
„Nach meinem Urteil gibt es weder in Deutschland jemanden, der mehr Kompetenz zeigt, den Posten des Direktors Ihres Magnetischen Observatoriums auszufüllen, noch jemanden rund um den Erdball, in den die Magnetiker mehr Vertrauen setzen.“
Wigor Webers (geb. 1940), Wissenschaftler am GeoForschungsZentrum Potsdam:
„Der Geomagnetismus ist heute im internationalen Maßstab ein integrierter Bestandteil geophysikalischer Forschung. Die wegbereitenden Arbeiten Adolf Schmidts haben dazu weltweit anerkannte Beiträge geliefert, durch die er sich selbst ein bleibendes Denkmal gesetzt hat.“
Adolf Best, Leiter des Geomagnetischen Observatoriums in den 1990er Jahren:
„Geheimrat Professor Dr. Adolf Schmidt, wohl einer der bedeutendsten deutschen Geophysiker und würdig, in einem Atemzug mit A. v. Humboldt und C. F. Gauss genannt zu werden, wenn es um den Erdmagnetismus geht …“
Julius Bartels, Direktor des Geophysikalischen Instituts Potsdam in den 1930er und 1940er Jahren:
„Sein umfangreiches Wissen, seine scharfsinnige Intelligenz sowie seine bemerkenswerte Gabe, sich über schwierige Themen mit Präzision auszudrücken, machten ihn zu einem ausgezeichneten Partner im privaten Gespräch sowie während der Beratungen wissenschaftlicher Tagungen.“
Gerhard Fanselau (1904–1982), angestellt im Niemegker Observatorium seit 1928 und Leiter des Geomagnetischen Observatoriums 1945–1969:
„Drei Eigenschaften bestimmten Adolf Schmidts Leben: Klugheit, Bescheidenheit und Aufrichtigkeit. Seine Klugheit machte ihm das Leben leicht, während die beiden letztgenannten Eigenschaften ihm manche Nachteile brachten.“ 

## Auszeichnungen und Ehrungen
- 1898 Mitglied der „International Commission for Terrestrial Magnetism and Atmospheric Electricity“
- 1907 Honorarprofessor der Friedrich-Wilhelms-Universität Berlin (ab 1949 Humboldt-Universität zu Berlin)
- 1909 Ernennung zum Geheimen Regierungsrat
- 1909 Ehrenmitglied des Deutschen Esperanto-Bundes
- 1910 Wahl zum Mitglied der Deutschen Akademie der Naturforscher Leopoldina in Halle
- 1917 Mitglied der Akademie der Wissenschaften zu Göttingen
- 1926 Georg-von-Neumayer-Medaille (für seine erdmagnetischen Forschungen)
- 1926 bis 1927 Vorsitzender der Deutschen Geophysikalischen Gesellschaft (ab 1929 Ehrenmitglied)
- 1927 Dr.-Ing. h. c. der Technischen Hochschule Charlottenburg (ab 1946 Technische Universität Berlin)
- 1929 Korrespondierendes Mitglied der Preußischen Akademie der Wissenschaften in Berlin
- Mitglied der Norwegischen Akademie der Wissenschaften in Christiania (Oslo)
- 1930 Das Magnetische Observatorium heißt bis heute Adolf-Schmidt-Observatorium für Geomagnetismus Niemegk. Es gehört zum Helmholtz-Zentrum Potsdam – Deutsches GeoForschungsZentrum
- 1934 Adlerschild des Deutschen Reiches
- 1940 Sydney Chapman (1888–1970) und Julius Bartels widmeten ihr gemeinsames Standardwerk „Geomagnetism“ Adolf Schmidt und sandten ihm ein Exemplar.
- 1940 Adolf-Schmidt-Straße in Gotha
- Gedenktafel in der Urnenhalle des Krematoriums Gotha (Kolumbarium), wo seine Urne aufgestellt ist
- Gedenktafel am Gymnasium Ernestinum in Gotha
- Büste Adolf Schmidts auf dem Gelände des Adolf-Schmidt-Observatoriums in Niemegk. Die Büste, geschaffen nach einem Entwurf von Gerhard Fanselau, wurde während einer Festveranstaltung zur Einweihung eines neuen Gebäudes des Geomagnetischen Instituts auf dem Potsdamer Telegrafenberg (heute Gebäude des Alfred-Wegener-Instituts) enthüllt. Die Geophysiker Hans Ertel (1904–1971) und Gerhard Fanselau sowie die Geophysikerin Valeria A. Troitskaya (1917–2010) hielten Grußansprachen. Anfang der 1970er Jahre wurde die Büste am jetzigen Standort aufgestellt.[35]
- Adolf-Schmidt-Weg im Wissenschaftspark „Albert Einstein“ in Potsdam

## Nachleben als literarische Figur
Zwei Science-Fiction-Autoren wählten Adolf Schmidt als Vorbild für Romanfiguren.
Hans Dominik (1872–1945) war Schüler am Gymnasium Ernestinum und schrieb in seinen Erinnerungen über seinen Lehrer: „Eine andere interessante Persönlichkeit des Gothaer Lehrerkollegiums war Dr. Adolf Schmidt, der mir viele Jahrzehnte später als Vorbild für den ‚langen Schmidt‘ in meinen Büchern ‚Ein Stern fiel vom Himmel‘ und ‚Land aus Feuer und Wasser‘ gedient hat. Am Ernestinum unterrichtete er in den neueren Sprachen und den Naturwissenschaften; jede freie Minute aber widmete er dem Studium des Erdmagnetismus… Niemand von uns Tertianern und Sekundanern hätte in dem ein wenig unbeholfen wirkenden langen Schmidt eine künftige wissenschaftliche Kapazität von internationalem Ruf vermutet.“
Der „lange Schmidt“ wird in Dominiks Romanen als Geologe und Experte auf dem Gebiet des Geomagnetismus vorgestellt, mit eigenen Theorien, streitlustig, ganz Wissenschaftler und Kapazität auf seinem Gebiet.

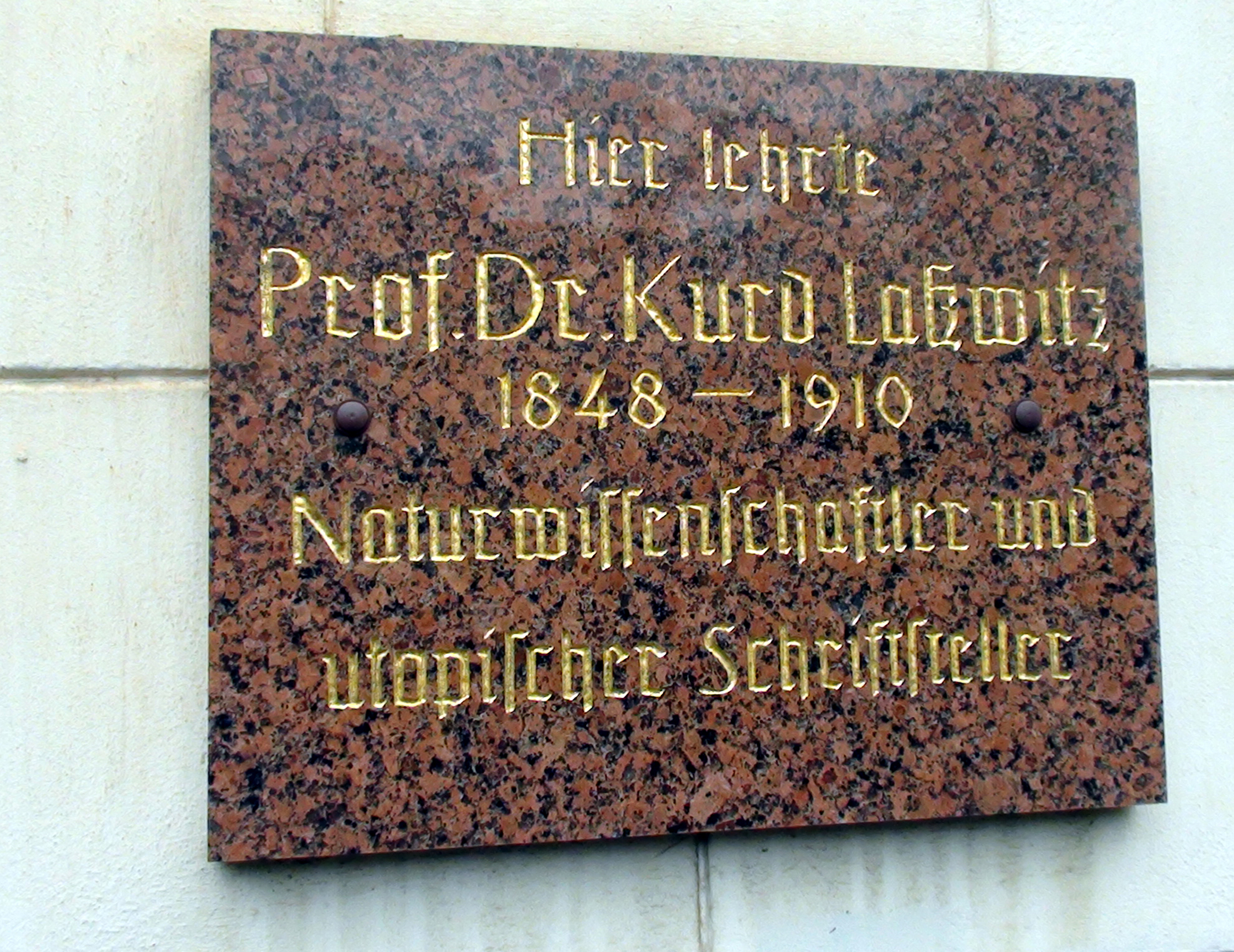
Gedenktafel für Kurd Laßwitz am Gymnasium Ernestinum

Kurd Laßwitz war Schmidts älterer Kollege. Er unterrichtete Mathematik und Physik am Gymnasium Ernestinum (seit 1876). Das Wirken in der Mittwochsgesellschaft und die pazifistische Gesinnung verbanden beide. Sein erster großer Science-Fiction-Roman „Auf zwei Planeten“ begründete 1897 seinen Ruhm als einer der Väter der modernen Science-Fiction. Der Roman wurde in zahlreiche Sprachen übersetzt. Der Sohn des Autors Dr. Rudolf Laßwitz (1877–1935) enthüllte 1909, wer das Vorbild für eine Hauptfigur dieses Romans war:
„In dem Mars-Roman „Auf zwei Planeten“ hat mein Vater Kurd Laßwitz – man verzeihe dem Sohne diesen Hinweis – in der Person des Dr. Grunthe ein genaues Abbild von Adolf Schmidt geschaffen. Wer jenen Dr. Grunthe bei der Lektüre des Buches schätzen und lieben lernt, wird auch Adolf Schmidt aufrichtig bewundern.“
In dem Roman wird von drei Wissenschaftlern erzählt, die während eines Ballonflugs zur Erforschung des Nordpols entdecken, dass die Bewohner des Mars über dem Nordpol eine Raumstation errichtet und die Verbindung zur Erde hergestellt haben. Einer von ihnen ist Dr. Karl Grunthe. Bei ersten Begegnungen und bei einem Besuch auf dem Mars lernen sie die Martier (Marsbewohner) als moralisch, kulturell und technisch hoch entwickelt kennen. Der Versuch der Martier, sich mit den Erdstaaten zu verständigen, scheitert aber, so dass die Martier mit der Begründung, die Menschen müssten erst erzogen und kultiviert werden, ihre Herrschaft über weite Teile der Erde errichten. In einem folgenden Befreiungskampf werden sie überlistet und auf der Erde besiegt. Am Ende steht wieder das Bemühen um Verständigung zwischen Mars und Erde.
Der Publizist Rudi Schweikert schreibt im Anhang der Jubiläumsausgabe des Heyne-Verlags 1998: „Auf zwei Planeten lässt sich lesen als Abenteuerroman, Liebesroman, als Zukunftsgeschichte, als philosophischer Roman oder als Zeitroman, als Satire oder als (biographischer) Schlüsselroman.“
In dem Essay „Adolf Schmidt – ein Pionier der Geophysik und des Esperanto als literarische Figur“ erläutert der Autor Fritz Wollenberg: „Laßwitz gestaltet … die Begegnung zwischen Erd- und Marsbewohnern als Begegnung zweier Kulturen in verschiedenen Nuancen und Möglichkeiten, dem gegenseitigen Kennenlernen der Sprache, der Sitten und Gebräuche, der Gesellschaftssysteme, der Wirtschaften usw., den unterschiedlichen Vorurteilen, Überheblichkeiten, Missverständnissen und Auseinandersetzungen mit furchtbaren Konsequenzen, letztlich aber mit einer optimistischen Zukunftsvision.“
Karl Grunthe erscheint als unerschrockener gewissenhafter Wissenschaftler, beseelt von echtem Forschergeist, der auch in brenzligen Situationen klar überlegt, spricht und handelt. Er ist interessiert an der Kultur der Martier, offen für jede neue Erkenntnis, sprachgewandt, und er lernt sehr schnell die Sprache der Marsbewohner. Er zeigt aber auch Verantwortungs- und Pflichtbewusstsein gegenüber der Erde und den Menschen, lässt sich durch die Macht- und Prachtentfaltung der Martier nicht beeindrucken. Da, wo er es für nötig hält, tritt er ihren Ansprüchen mutig entgegen.
Nachdem Grunthes Warnungen an die Erdstaaten, sich nicht auf einen Konflikt mit den Martiern einzulassen, missachtet worden waren und die Martier in Teilen der Erde ihre Erziehungsdiktatur errichtet hatten, gründete Grunthe, der inzwischen wieder in seiner Heimatstadt Friedau seiner wissenschaftlichen Tätigkeit in der Sternwarte nachging, einen allgemeinen Menschenbund, knüpfte „Verbindungen zu den führenden Geistern aller Kulturstaaten“ und entwarf mit einem Mitstreiter den Aufruf, der die Ziele des Menschenbundes erläuterte. Obwohl der Menschenbund verboten wird, gewinnt er an Einfluss und ermöglicht die Befreiung von der Fremdherrschaft der Martier. Am Ende des Romans heißt es: „Die Staaten ordneten aufs Neue ihre Verfassungen und schlossen untereinander ein Friedensbündnis, das die zivilisierte Erde umfasste. Die Grundsätze, welche der Menschenbund verbreitet und gepflegt hatte, trugen dabei ihre Früchte. Ein neuer Geist erfüllte die Menschheit, mutig erhob sie das Haupt in Frieden, Freiheit und Würde.“
Der Autor Kurd Lasswitz schuf mit Karl Grunthe eine literarische Figur, die sein Ideal der freien mündigen Persönlichkeit im Sinne der aufklärerischen Philosophie Kants verkörpert. Offensichtlich schien ihm sein Kollege Adolf Schmidt mit seinem wissenschaftlichen und gesellschaftlichen Engagement besonders geeignet als Vorbild dafür.

## Erinnerungsveranstaltungen
1994
Zum 50. Todestag Adolf Schmidts ehrten das Adolf-Schmidt-Observatorium für Geomagnetismus und die Esperanto-Liga Berlin bei einer Veranstaltung im Niemegker Observatorium den hervorragenden Geophysiker und Esperantisten. Die dabei gehaltenen Vorträge des Observatoriumsleiters Adolf Best „Zum 50. Todestag von Geheimrat Professor Dr. Adolf Schmidt“ und des Vorsitzenden der Esperanto-Liga Berlin Fritz Wollenberg „Die interlinguistischen Auffassungen Adolf Schmidts und sein Engagement für die internationale Sprache Esperanto“ veröffentlichte das GeoForschungsZentrum Potsdam in der Broschüre „Adolf Schmidt 1860–1944. Zum 50. Todestag des Geophysikers und Esperantisten“ am 17. Oktober 1994.
2010
Anlässlich des 150. Geburtstages Adolf Schmidts und des Jubiläums 80 Jahre Observatorium Niemegk luden die Deutsche Geophysikalische Gesellschaft und das Helmholtz-Zentrum Potsdam – Deutsches GeoForschungsZentrum (GFZ) zu einer Feierstunde am 23. Juli 2010 in das Niemegker Observatorium ein. Den wissenschaftshistorischen Festvortrag über Leben, Wirken und wissenschaftliches Vermächtnis von Adolf Schmidt hielt der Geophysiker Franz Jacobs. Der Observatoriumsleiter Hans Joachim Linthe referierte zur Entwicklung und den heutigen Aufgaben des Observatoriums. Grußworte kamen vom Direktor des Departement 2 des GFZ Potsdam, vom Bürgermeister der Stadt Niemegk, und von den Vorsitzenden des Deutschen Esperanto-Bundes und der Gesellschaft für Interlinguistik.
Dem 150. Geburtstag Adolf Schmidts war auch eine Führung am 25. Juli 2010 unter Leitung von Wigor Webers vom GFZ Potsdam auf dem Adolf-Schmidt-Weg durch den Wissenschaftspark „Albert Einstein“ gewidmet. Dabei wurden besonders die mit Schmidts Wirken verbundenen historischen Gebäude berücksichtigt wie z. B. das Süring-Haus (früher das Gebäude des Königlichen Meteorologischen Observatoriums), das Paläomagnetische Labor des GFZ (früher das Magnetische Variationshaus des Geomagnetischen Observatoriums) und das Waldhaus (früher das Magnetische Absoluthaus).

## Schriften (Auswahl)
- Zur Theorie der Cremona’schen Transformationen, insbesondere derjenigen 4. Ordnung. Univ., Phil. Fak., Breslau 1882 (Dissertation).
- Mathematische Entwicklungen zur allgemeinen Theorie des Erdmagnetismus. Arch Seewarte 12, Nr. 3, Hamburg 1889, S. 29 pp.
- Bemerkung zu den Höhenangaben für den Karakul (3870 m) und den Ragkul (3880 m). In: Petermanns Mitteilungen aus Justus Perthes’ Geographischer Anstalt, 40. Gotha 1894, S. 212.
- Meteorologische Beobachtungen. In: Petermanns Mitteilungen aus Justus Perthes’ Geographischer Anstalt, 40. Gotha 1894, S. 232–234.
- Mitteilungen über eine neue Berechnung des erdmagnetischen Potentials. Abh. Bayer. Akad. D. Wiss., II. Klasse, 19, 1895, S. 1–66.
- Archiv des Erdmagnetismus. I. Band, Heft 1–4, Potsdam, 1903–1926.
- Über die Möglichkeit und den Wert einer künstlichen Sprache. In: Preußische Jahrbücher. Band 126, 2. Heft 1906, S. 317–323.
- Erdmagnetismus. Enzyklopädie des mathematischen Wissens, VI 1, Bd. 10, 1907.
- Pri la teoremo de Fermat. In: Internacia Scienca Revuo 6/1909, Ĝenevo, S. 250.
- Eröffnungsrede. In: Eldonaĵoj de la Germana Akademia Esperantista Ligo, Kajero II, Bericht über den I. Bundestag des Deutsch-Akademischen Esperanto-Bundes in Dresden.17. August 1911. Heckners Verlag, Wolfenbüttel 1911.
- Wir Akademiker und Esperanto. In: Esperanto, ein Kulturfaktor 4, Festschrift anlässlich des 9. deutschen Esperanto-Kongresses Leipzig. Leipzig 1911, S. 105–109.
- Pri la ebleco kaj probableco de multjara periodeco en la meteorologiaj fenomenoj. In: Gerlands Beiträge zur Geophysik 33, Leipzig 1931, S. 40–44.
- Tafeln der Normierten Kugelfunktionen und ihrer Abteilungen nebst den Logarithmen dieser Zahlen sowie Formeln zur Entwicklung nach Kugelfunktionen. Gotha 1935.